# The Glass Prison
«The Glass Prison» es la primera canción del álbum de Dream Theater, Six Degrees of Inner Turbulence (2002). Esta canción, fue escrita por Mike Portnoy y forma parte de Twelve-step Suite, que describe los doce pasos del programa para alcohólicos anónimos. La suite, comienza en esta canción, aunque los fanes consideran que "The Mirror" del álbum Awake es un prólogo de la suite. "The Glass Prison" incluye los pasos I, II y III.
Se trata de una de las canciones más pesadas y rápidas de toda la discografía de Dream Theater.

## Movimientos
- I.   Reflection
- II.  Restoration
- III. Revelation

- Datos: Q3447520